# Acanthopathes
Acanthopathes — рід коралів з родини Aphanipathidae, яка нараховує п'ять видів. Види з цього роду виявлені у Карибському морі, Індійському океані та Тихому океані. Ці корали живуть у діапазоні температур від 10 до 30 градусів Цельсія і на глибинах від 50 до 400 метрів.